# Turbulencje (serial telewizyjny)
Turbulencje (ang. Manifest, dosł. Lista pasażerów) – amerykański serial telewizyjny (dramat, fantastyka naukowa, dreszczowiec) wyprodukowany przez  Warner Bros. Television, Compari Entertainment oraz  Jeff Rake Productions, którego twórcą jest Jeff Rake. Serial jest emitowany od 24 września 2018 przez NBC. W Polsce serial został udostępniony od 1 września 2019 roku na HBO GO. Obecnie (2024) udostępnia go Netflix.
Serial opowiada o samolocie, który zaginął nad oceanem wraz z pasażerami. Po ponad pięciu latach samolot ten niespodziewanie ląduje na lotnisku, a pasażerowie nie zestarzeli się ani o jeden dzień.

## Obsada
- Melissa Roxburgh jako Michaela Beth Stone[3]
- Josh Dallas jako Ben Stone[3]
- Athena Karkanis jako Grace Stone[4]
- J. R. Ramirez jako detektyw Jared Vasquez[5]
- Parveen Kaur jako Saanvi[4]
- Luna Blaise jako Olive[6]
- Jack Messina jako Cal Stone
- Matt Long jako Zeke Landon (gł. obs. od 2 sez.)
- Holly Taylor jako Angelina Meyer (gł. obs. od 3 sez.)

## Odcinki
| Sezon | Odcinki | Oryginalna emisja w NBC/Netflix | Oryginalna emisja w NBC/Netflix |
| Sezon | Odcinki | Premiera sezonu                 | Finał sezonu                    |
| ----- | ------- | ------------------------------- | ------------------------------- |
| 1     | 16      | 24 września 2018                | 18 lutego 2019                  |
| 2     | 13      | 6 stycznia 2020                 | 6 kwietnia 2020                 |
| 3     | 13      | 1 kwietnia 2021                 | 10 czerwca 2021                 |
| 4     | 10      | 4 listopada 2022                | 4 listopada 2022                |
| 4     | 10      | 2 czerwca 2023                  | 2 czerwca 2023                  |

### Sezon 1 (2018-2019)
| Nr | #  | Tytuł                       | Reżyseria             | Scenariusz                           | Premiera w NBC       |
| -- | -- | --------------------------- | --------------------- | ------------------------------------ | -------------------- |
| 1  | 1  | Pilot                       | David Frankel         | Jeff Rake                            | 24 września 2018     |
| 2  | 2  | Reentry                     | Dean White            | Jeff Rake, Matthew Lau               | 1 października 2018  |
| 3  | 3  | Turbulence                  | Paul Holahan          | Gregory Nelson, Bobak Esfarjani      | 8 października 2018  |
| 4  | 4  | Unclaimed Baggage           | Craig Zisk            | Laura Putney, Margaret Easley        | 15 października 2018 |
| 5  | 5  | Connecting Flights          | Tawnia McKiernan      | Amanda Green, Margaret Rose Lester   | 22 października 2018 |
| 6  | 6  | Off Radar                   | Félix Enríquez Alcalá | Matthew Lau, M.W. Cartozian Wilson   | 5 listopada 2018     |
| 7  | 7  | S.N.A.F.U.                  | Michael Schultz       | Jeff Rake, Bobak Esfarjani           | 12 listopada 2018    |
| 8  | 8  | Point of No Return          | Nina Lopez-Corrado    | Gregory Nelson, Margaret Rose Lester | 19 listopada 2018    |
| 9  | 9  | Dead Reckoning              | Paul Holahan          | Laura Putney, Margaret Easley        | 26 listopada 2018    |
| 10 | 10 | Crosswinds                  | Michael Smith         | Amanda Green, MW Cartozian Wilson    | 7 stycznia 2019      |
| 11 | 11 | Contrails                   | Marisol Adler         | Matthew Lau, Bobak Esfarjani         | 14 stycznia 2019     |
| 12 | 12 | Vanishing Poin              | Millicent Shelton     | Jeff Rake, Gregory Nelson            | 21 stycznia 2019     |
| 13 | 13 | Cleared for Approach        | Constantine Makris    | Laura Putney, Margaret Easley        | 28 stycznia 2019     |
| 14 | 14 | Upgrade                     | Craig Zisk            | Matthew Lau, Ezra W. Nachman         | 4 lutego 2019        |
| 15 | 15 | Hard Landing                | Claudia Yarmy         | Gregory Nelson, Bobak Esfarjani      | 11 lutego 2019       |
| 16 | 16 | Estimated Time of Departure | Dean White            | Jeff Rake, Amanda Green              | 18 lutego 2019       |

### Sezon 2 (2020)
| Nr | #  | Tytuł                 | Reżyseria        | Scenariusz                            | Premiera w NBC   |
| -- | -- | --------------------- | ---------------- | ------------------------------------- | ---------------- |
| 17 | 1  | Fasten Your Seatbelts | Joe Chappelle    | Jeff Rake & Bobak Esfarjani           | 6 stycznia 2020  |
| 18 | 2  | Grounded              | Claudia Yarmy    | Laura Putney, Margaret Easley         | 13 stycznia 2020 |
| 19 | 3  | False Horizon         | Nathan Hope      | Jeannine Renshaw, MW Cartozian Wilson | 20 stycznia 2020 |
| 20 | 4  | Black Box             | Sherwin Shilati  | Simran Baidwan, Bobak Esfarjani       | 27 stycznia 2020 |
| 21 | 5  | Coordinated Flight    | Marisol Adler    | Matthew Lau, Marta Gene Camps         | 3 lutego 2020    |
| 22 | 6  | Return Trip           | Mo Perkins       | Laura Putney, Margaret Easley         | 10 lutego 2020   |
| 23 | 7  | Emergency Exit        | Jean de Segonzac | Jeannine Renshaw & Ezra W. Nachman    | 17 lutego 2020   |
| 24 | 8  | Carry On              | Nicole Rubio     | Jeff Rake, Simran Baidwan             | 2 marca 2020     |
| 25 | 9  | Airplane Bottles      | Ramaa Mosley     | Matthew Lau, MW Cartozian Wilson      | 9 marca 2020     |
| 26 | 10 | Course Deviation      | Michael Smith    | Laura Putney, Margaret Easley         | 16 marca 2020    |
| 27 | 11 | Unaccompanied Minors  | Andy Wolk        | Jeannine Renshaw, Marta Gené Camps    | 23 marca 2020    |
| 28 | 12 | Call Sign             | Joe Chappelle    | Simran Baidwan, Ezra W. Nachman       | 30 marca 2020    |
| 29 | 13 | Icing Conditions      | Romeo Tirone     | Jeff Rake, Matthew Lau                | 6 kwietnia 2020  |

## Produkcja
Pod koniec stycznia 2018 roku NBC zamówiła pilotowy odcinek serialu od Jeff Rake i Robert Zemeckis. W kolejnym miesiącu ogłoszono, że główne role zagrają: Josh Dallas i Melissa Roxburgh, oraz że J. R. Ramirez otrzymał rolę detektywa.
W kolejnym miesiącu ogłoszono, że Athena Karkanis, Parveen Kaur oraz Luna Blaise dołączyły do obsady dramatu.
10 maja 2018 roku stacja NBC ogłosiła zamówienie pierwszego sezonu dramatu, który miał zadebiutować w sezonie telewizyjnym 2018/2019.
16 kwietnia 2019 NBC przedłużyło serial o drugi sezon.
W czerwcu 2020 roku stacja NBC przedłużyła serial o trzeci sezon, który miał premierę 1 kwietnia 2021. W czerwcu 2021 NBC ogłosiła przerwanie serialu i sprzedała prawa do niego Netflixowi. Po sukcesie, jaki odniósł w ramach Netflixa, Netflix zapowiedział czwarty sezon w 20 odcinkach.